# إم. جي. كيلي
إم. جي. كيلي (بالإنجليزية: M. G. Kelly)‏ هو دي جيه أمريكي، ولد في 1952 في أدا في الولايات المتحدة.